# Paraperonia
Paraperonia is een geslacht van weekdieren uit de klasse van de Gastropoda (slakken).

## Soorten
- Paraperonia fidjiensis Labbé, 1934
- Paraperonia gondwanae Labbé, 1934
- Paraperonia jousseaumei Labbé, 1934
- Paraperonia madagascariensis Labbé, 1934